# Helicarion australis
Helicarion australis é uma espécie de gastrópode  da família Helicarionidae.
É endémica da Austrália.